# Luchtvaartmedaille
De Luchtvaartmedaille (Médaille d'honneur de l'aéronautique) van Frankrijk is een onderscheiding voor verdiensten voor de luchtvaart. De medaille werd in een decreet van 12 januari 1921 ingesteld en heette toen "Médaille d’honneur de l’Aéronautique et des Transports Aériens".
De klasse van de eremedailles is een groep Franse onderscheidingen die in rang op de Ministeriële Orden volgt. Men verleent ze nog steeds en zij belonen bijzondere prestaties en langdurige inzet of dienstverbanden. Ieder jaar worden 275 medailles uitgereikt.
De medaille werd in vier graden verleend.
- De bronzen medaille voor 25 jaren dienst
- De zilveren medaille voor 30 jaren dienst
- De verguld zilveren medaille ("Médaille de Vermeil") voor 35 jaren dienst
- De gouden medaille voor 40 jaren dienst

Men moest de bronzen medaille bezitten alvorens men bevorderd kon worden. Tropenjaren golden voor anderhalf jaar. Wanneer men door heldenmoed of een daad van bijzondere toewijding was opgevallen golden de termijnen niet. Ook slachtoffers van vliegongevallen kwamen postuum in aanmerking voor de medailles.
Voor vooraanstaande buitenlanders golden deze termijnen en bepalingen niet.
Het 37 millimeter brede lint is opgebouwd uit zeven banen in de kleuren blauw, wit, rood, wit, blauw, wit en rood. Op het lint wordt een gesp bevestigd met twee vleugels en een letter "A".
Er zijn drie modellen bekend.
- Het eerste model (1921 - 1932) is van de hand van G. Marey. Op de voorzijde staat "Marianne" met de tekst REPUBLIQUE FRANÇAISE en AERONAUTIQUE. Op de keerzijde staat TRAVAIL - HONNEUR - DEVOUEMENT rond en leeggelaten ruimte.
- Het tweede model (1932 - 1978) is van de hand van Pierre-Alexandre Morlon. Op de voorzijde staat "Marianne" met de tekst REPUBLIQUE FRANÇAISE. Op de door Robert Cochet ontworpen keerzijde staat TRAVAIL DEVOUEMENT HONNEUR rond een leeggelaten ruimte.
- Het derde model ( 2 november 1978 - heden) draagt op de voorzijde "Marianne" met de tekst REPUBLIQUE FRANÇAISE. Op de keerzijde staat HONNEUR - TRAVAIL - DEVOUEMENT en MINISTERE DE LA DEFENSE rond een leeggelaten ruimte.

Prins Bernhard der Nederlanden was drager van de Eerste Klasse (in goud), zie de Lijst van onderscheidingen van prins Bernhard der Nederlanden.